# Дорф Мекленбург
Дорф Мекленбург (њем. Dorf Mecklenburg) општина је у њемачкој савезној држави Мекленбург-Западна Померанија. Једно је од 91 општинског средишта округа Нордвестмекленбург. Према процјени из 2010. у општини је живјело 2.955 становника. Посједује регионалну шифру (AGS) 13058025.

## Географски и демографски подаци
Дорф Мекленбург се налази у савезној држави Мекленбург-Западна Померанија у округу Нордвестмекленбург. Општина се налази на надморској висини од 40 метара. Површина општине износи 30,0 km². У самом мјесту је, према процјени из 2010. године, живјело 2.955 становника. Просјечна густина становништва износи 99 становника/km².